# 辛華達瀑布

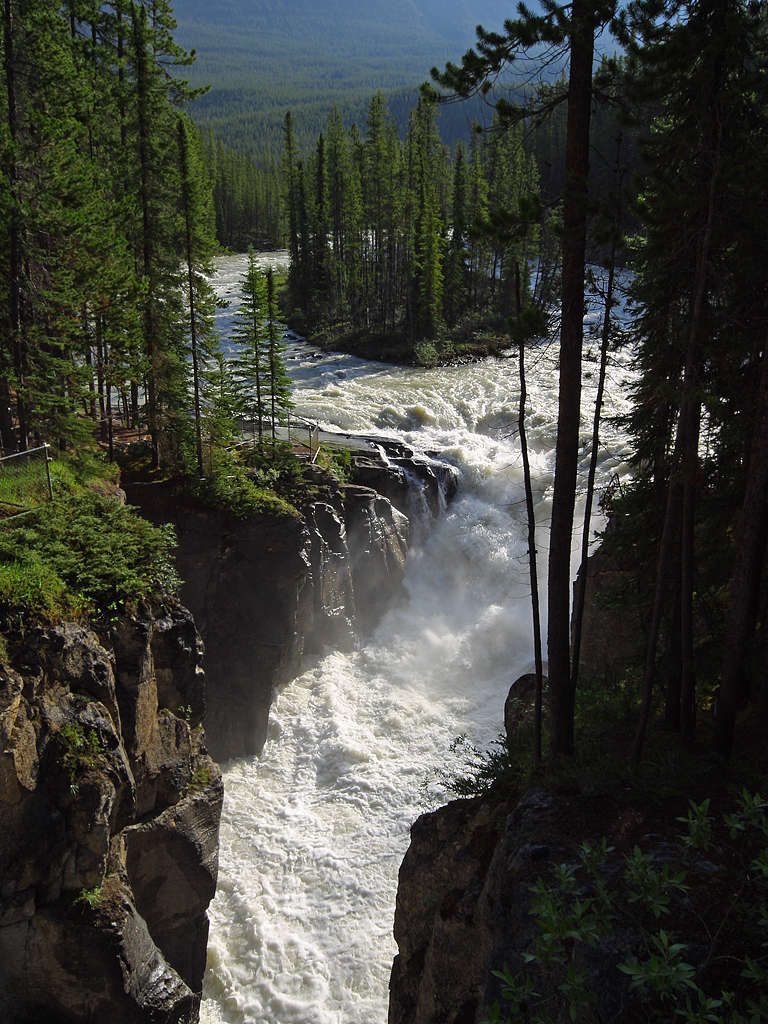
辛華達瀑布

辛華達瀑布（Sunwapta Falls）是一个在辛華達河上的瀑布，其落差約18.5米，位置在加拿大的贾斯珀国家公园。
夏天瀑布的流量會因上游冰川融雪所帶來的水而上升。

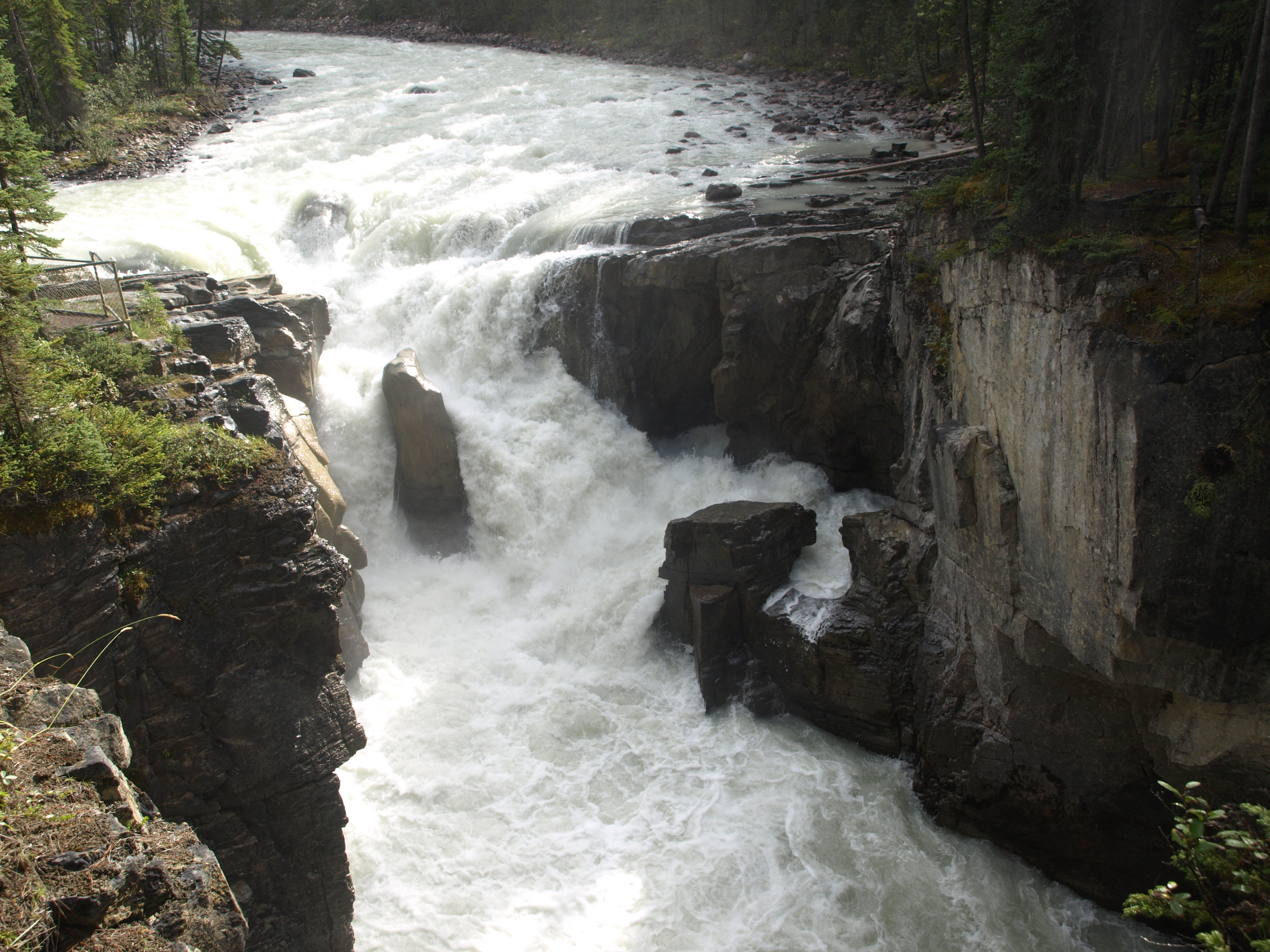
2008年8月時的景色